# Inlinehockey
Inlinehockey er en sportsgren, der i stort omfang ligner ishockey. Spillerne bærer dog inline-rulleskøjter i stedet for skøjter. Der spilles på en almindelig hård overflade i stedet for på is, og der spilles med en særlig puck (eller en bold). I inlinehockey er det ikke tilladt at tackle på samme måde som i ishockey.
Internationalt er inlinehockey organiseret i to verdensforbund, som afholder hvert deres verdensmesterskab:
- Fédération Internationale de Roller Sports (FIRS), som afholder FIRS' VM i inlinehockey.
- International Ice Hockey Federation (IIHF), som afholder IIHF's VM i inlinehockey

I Danmark er sportsgrenen organiseret i Danmarks Rulleskøjte Union, der er medlem af FIRS.
Skaterhockey er en variant af inlinehockey, hvor bl.a. tacklinger er tilladt. En anden variant er rulleskøjtehockey, hvor spillerne anvender rulleskøjter, hvor hjulene er placeret parvist på to aksler.

## Kampe
To hold med hver fire spillere og en målmand spiller mod hinanden i 2 × 20 minutter. Banen er typisk på 20 × 40 meter i Danmark, som er inden for de officielle regler hvor banene skal være 15-30 meter bred og 30-60 meter lang.
- Wikimedia Commons har flere filer relateret til Inlinehockey